# Hydaspis Chaos

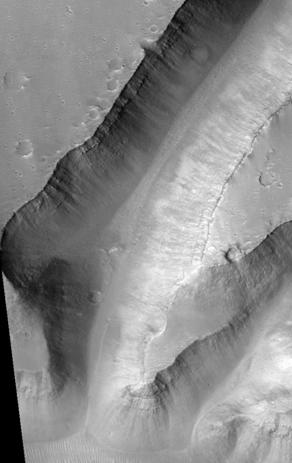
Hydaspis Chaos

Hydaspis Chaos és una estructura geològica del tipus chaos a la superfície de Mart, situada amb el sistema de coordenades planetocèntriques a 4.48 ° de latitud N i 335.78 ° de longitud E. Fa 336.04 km de diàmetre. El nom va ser fet oficial per la UAI l'any 1976 i el pren de la característica d'albedo.